# Curling-Europameisterschaft 2004
Die Curling-Europameisterschaft 2004 der Männer und Frauen fand vom 4. bis 11. Dezember im Wintersportpalast in Sofia in Bulgarien statt.

## Turnier der Männer

### Teilnehmer
| Dänemark | Deutschland | Frankreich |
| --- | --- | --- |
| Skip: Ulrik Schmidt Third: Lasse Lavrsen Second: Carsten Svensgård Lead: Joel Ostrowski Ersatz: Torkil Svensgaard | Skip: Sebastian Stock Third: Daniel Herberg Second: Stephan Knoll Lead: Markus Messenzehl Ersatz: Patrick Hoffman          | Skip: Thierry Mercier Third: Cyrille Prunet Second: Eric Laffin Lead: Jérémy Frarier Ersatz: Thomas Dufour         |
| Italien | Norwegen | Russland |
| Skip: Stefano Ferronato Third: Fabio Alverà Second: Valter Bombassei Lead: Alessandro Zisa Ersatz: Joel Retornaz  | Skip: Pål Trulsen Third: Lars Vågberg Second: Flemming Davanger Lead: Bent Ånund Ramsfjell Ersatz: Niels Siggaard Andersen | Skip: Aleksander Kirikov Third: Dmitri Ryjov Second: Alexei Zeloussow Lead: Victor Vorobiev Ersatz: Vadim Stebakov |
| Schottland | Schweden | Schweiz |
| Skip: David Murdoch Third: Craig Wilson Second: Neil Murdoch Lead: Euan Byers Ersatz: Ronald Brewster             | Skip: Peter Lindholm Third: Tomas Nordin Second: Magnus Swartling Lead: Peter Narup Ersatz: Anders Kraupp                  | Skip: Andreas Schwaller Third: Christof Schwaller Second: Markus Eggler Lead: Marco Ramstein Ersatz: Roland Moser  |
| Wales | | |
| Skip: Adrian Meikle Third: Jamie Meikle Second: John Sharpe Lead: Andrew Tanner Ersatz: Chris Wells               | | |

### Round Robin
| Platz | Team        | Spiele | Siege | Ndlg. |
| ----- | ----------- | ------ | ----- | ----- |
| 1.    | Schweden    | 9      | 8     | 1     |
|       | Deutschland | 9      | 8     | 1     |
| 3.    | Norwegen    | 9      | 5     | 4     |
|       | Schottland  | 9      | 5     | 4     |
|       | Italien     | 9      | 5     | 4     |
| 6.    | Dänemark    | 9      | 4     | 5     |
| 7.    | Schweiz     | 9      | 3     | 6     |
|       | Russland    | 9      | 3     | 6     |
|       | Wales       | 9      | 3     | 6     |
| 10.   | Frankreich  | 9      | 1     | 8     |

| Datum   | Zeit  | Begegnung                | Resultat |
| ------- | ----- | ------------------------ | -------- |
| 4. Dez. | 14:00 | Wales – Schweiz          | 7:6      |
|         |       | Norwegen – Frankreich    | 9:4      |
|         |       | Russland – Dänemark      | 7:6      |
|         |       | Italien – Deutschland    | 2:9      |
|         |       | Schottland – Schweden    | 3:9      |
| 5. Dez  | 08:00 | Schottland – Norwegen    | 3:7      |
|         |       | Dänemark – Schweden      | 7:9      |
|         |       | Wales – Italien          | 8:9      |
|         |       | Russland – Schweiz       | 3:7      |
|         |       | Frankreich – Dänemark    | 6:7      |
|         | 16:00 | Deutschland – Schweden   | 3:4      |
|         |       | Schweiz – Italien        | 6:7      |
|         |       | Frankreich – Schottland  | 5:6      |
|         |       | Dänemark – Wales         | 9:6      |
|         |       | Russland – Norwegen      | 1:10     |
| 6. Dez. | 09:00 | Schweiz – Frankreich     | 8:2      |
|         |       | Russland – Wales         | 7:5      |
|         |       | Norwegen – Schweden      | 2:7      |
|         |       | Deutschland – Schottland | 7:4      |
|         |       | Italien – Dänemark       | 6:5      |
|         | 19:00 | Russland – Schottland    | 3:6      |
|         |       | Frankreich – Dänemark    | 5:10     |
|         |       | Schweiz – Deutschland    | 5:6      |
|         |       | Norwegen – Italien       | 3:5      |
|         |       | Schweden – Wales         | 7:3      |

| Datum   | Zeit  | Begegnung              | Resultat |
| ------- | ----- | ---------------------- | -------- |
| 7. Dez. | 12:00 | Schweden – Italien     | 7:3      |
|         |       | Wales – Deutschland    | 4:7      |
|         |       | Dänemark – Norwegen    | 7:8      |
|         |       | Frankreich – Russland  | 9:2      |
|         |       | Schweiz – Schottland   | 5:6      |
|         | 20:00 | Norwegen – Wales       | 7:8      |
|         |       | Schweden – Schweiz     | 6:7      |
|         |       | Italien – Frankreich   | 10:8     |
|         |       | Schottland – Dänemark  | 5:9      |
|         |       | Deutschland – Russland | 6:3      |
| 8. Dez. | 14:00 | Dänemark – Deutschland | 8:9      |
|         |       | Italien – Schottland   | 3:9      |
|         |       | Schweden – Russland    | 9:3      |
|         |       | Schweiz – Norwegen     | 2:10     |
|         |       | Wales – Frankreich     | 9:2      |
| 9. Dez. | 08:00 | Italien – Russland     | 4:5      |
|         |       | Deutschland – Norwegen | 8:5      |
|         |       | Schottland – Wales     | 10:3     |
|         |       | Schweden – Frankreich  | 5:3      |
|         |       | Dänemark – Schweiz     | 7:4      |

### Tie-break
Um den vierten Halbfinalisten und die Plätze sieben bis neun zu ermitteln, mussten vier Entscheidungsspiele ausgetragen werden.
| Datum    | Zeit  | Begegnung            | Resultat |
| -------- | ----- | -------------------- | -------- |
| 9. Dez.  | 16:00 | Schottland – Italien | 6:4      |
|          |       | Schweiz – Wales      | 9:4      |
|          | 20:00 | Schweiz – Russland   | 9:3      |
| 10. Dez. | 08:00 | Wales – Russland     | 5:8      |

|  | Halbfinale     | Halbfinale  | Halbfinale |   |          | Finale           | Finale           | Finale           |
|  |                |             |            |   |          |                  |                  |                  |
|  | 10. Dez. 16:00 |             |            |   |          |                  |                  |                  |
|  | 3              | Schottland  | 4          |   |          |                  |                  |                  |
|  | 1              | Schweden    | 6          |   |          | 11. Dez. 14:00   | 11. Dez. 14:00   | 11. Dez. 14:00   |
|  |                |             |            | 1 | Schweden | 7                |                  |                  |
|  |                |             |            |   | 1        | Deutschland      | 8                |                  |
|  | 1              | Deutschland | 8          |   |          |                  |                  |                  |
|  | 3              | Norwegen    | 6          |   |          | Spiel um Platz 3 | Spiel um Platz 3 | Spiel um Platz 3 |
|  |                |             |            |   |          | 4                | Schottland       | 2                |
|  | 3              | Norwegen    | 8          |   |          |                  |                  |                  |
|  |                |             |            |   |          | 11. Dez. 14:00   |                  |                  |

| Platz | Land        |
| ----- | ----------- |
| 1     | Deutschland |
| 2     | Schweden    |
| 3     | Norwegen    |
| 4     | Schottland  |
| 5     | Italien     |
| 6     | Dänemark    |
| 7     | Schweiz     |
| 8     | Russland    |
| 9     | Wales       |
| 10    | Frankreich  |

## Turnier der Frauen

### Teilnehmer
| Dänemark | Deutschland                                                                                                 | Finnland |
| --- | --- | --- |
| Skip: Madeleine Dupont Third: Denise Dupont Second: Helle Simonsen Lead: Maria Poulsen Ersatz: Lene Nielsen         | Skip: Daniela Jentsch Third: Lisa Hammer Second: Sina Frey Lead: Monika Trettin Ersatz: Petra Tschetsch     | Skip: Kirsi Nykänen Third: Tiina Kautonen Second: Sari Laakkonen Lead: Minna Malinen Ersatz: Riikka Louhivuori           |
| Italien | Norwegen | Russland |
| Skip: Diana Gaspari Third: Giulia Lacedelli Second: Rosa Pompanin Lead: Violetta Caldart Ersatz: Eleonora Alverà    | Skip: Dordy Nordby Third: Linn Githmark Second: Marianne Haslum Lead: Camilla Holth Ersatz: Marianne Rørvik | Skip: Olga Scharkowa Third: Nkeiruka Jesech Second: Jana Nekrassowa Lead: Jekaterina Galkina Ersatz: Ljudmila Priwiwkowa |
| Schottland | Schweden | Schweiz |
| Skip: Kelly Wood Third: Lorna Vevers Second: Sheila Swan Lead: Lindsay Wood Ersatz: Claire Milne                    | Skip: Anette Norberg Third: Eva Lund Second: Cathrine Lindahl Lead: Anna Bergström Ersatz: Ulrika Bergman   | Skip: Mirjam Ott Third: Binia Beeli Second: Brigitte Schori Lead: Michèle Knobel Ersatz: Valeria Spälty                  |
| Tschechien | | |
| Skip: Hana Synácková Third: Lenka Danielisova Second: Lenka Kucerova Lead: Jana Jelinkova Ersatz: Karolina Pilaròvá | | |

### Round Robin
| Platz | Team        | Spiele | Siege | Ndlg. |
| ----- | ----------- | ------ | ----- | ----- |
| 1.    | Schweiz     | 9      | 6     | 3     |
|       | Norwegen    | 9      | 6     | 3     |
|       | Schweden    | 9      | 6     | 3     |
| 4.    | Russland    | 9      | 5     | 4     |
|       | Schottland  | 9      | 5     | 4     |
|       | Italien     | 9      | 5     | 4     |
| 7.    | Finnland    | 9      | 4     | 5     |
| 8.    | Dänemark    | 9      | 3     | 6     |
|       | Deutschland | 9      | 3     | 6     |
| 10.   | Tschechien  | 9      | 2     | 7     |

| Datum   | Zeit  | Begegnung               | Resultat |
| ------- | ----- | ----------------------- | -------- |
| 4. Dez. | 09:00 | Norwegen – Russland     | 8:7      |
|         |       | Italien – Schweiz       | 5:10     |
|         |       | Schweden – Tschechien   | 10:4     |
|         |       | Schottland – Finnland   | 15:2     |
|         |       | Deutschland – Dänemark  | 7:11     |
| 10. Dez | 19:00 | Deutschland – Italien   | 10:8     |
|         |       | Tschechien – Dänemark   | 6:7      |
|         |       | Norwegen – Schottland   | 6:11     |
|         |       | Schweden – Russland     | 8:5      |
|         |       | Schweiz – Finnland      | 11:2     |
| 5. Dez  | 12:00 | Finnland – Dänemark     | 8:7      |
|         |       | Russland – Schottland   | 5:8      |
|         |       | Schweiz – Deutschland   | 7:6      |
|         |       | Tschechien – Norwegen   | 0:12     |
|         |       | Schweden – Italien      | 4:10     |
|         | 20:00 | Russland – Schweiz      | 5:4      |
|         |       | Schweden – Norwegen     | 6:11     |
|         |       | Italien – Dänemark      | 10:6     |
|         |       | Finnland – Deutschland  | 8:9      |
|         |       | Schottland – Tschechien | 6:9      |
| 6. Dez. | 14:00 | Schweden – Deutschland  | 9:4      |
|         |       | Schweiz – Tschechien    | 8:5      |
|         |       | Russland – Finnland     | 5:9      |
|         |       | Italien – Schottland    | 8:7      |
|         |       | Dänemark – Norwegen     | 8:11     |

| Datum    | Zeit  | Begegnung                | Resultat |
| -------- | ----- | ------------------------ | -------- |
| 7. Dez.  | 08:00 | Dänemark – Schottland    | 4:8      |
|          |       | Norwegen – Finnland      | 6:9      |
|          |       | Tschechien – Italien     | 7:11     |
|          |       | Schweiz – Schweden       | 6:5      |
|          |       | Russland – Deutschland   | 6:5      |
|          | 16:00 | Italien – Norwegen       | 2:7      |
|          |       | Dänemark – Russland      | 6:7      |
|          |       | Schottland – Schweiz     | 6:5      |
|          |       | Deutschland – Tschechien | 6:13     |
|          |       | Finnland – Schweden      | 4:8      |
| 14. Dez. | 09:00 | Tschechien – Finnland    | 7:8      |
|          |       | Schottland – Deutschland | 4:8      |
|          |       | Dänemark – Schweden      | 7:11     |
|          |       | Russland – Italien       | 5:4      |
|          |       | Norwegen – Schweiz       | 7:9      |
|          | 19:00 | Schottland – Schweden    | 6:8      |
|          |       | Finnland – Italien       | 2:8      |
|          |       | Deutschland – Norwegen   | 9:10     |
|          |       | Dänemark – Schweiz       | 9:5      |
|          |       | Tschechien – Russland    | 4:10     |

### Tie-break
Um den vierten Halbfinalisten und die Plätze acht und neun zu ermitteln, mussten drei Entscheidungsspiele ausgetragen werden.
| Datum   | Zeit  | Begegnung              | Resultat |
| ------- | ----- | ---------------------- | -------- |
| 9. Dez. | 12:00 | Italien – Schottland   | 5:6      |
|         |       | Dänemark – Deutschland | 8:7      |
|         | 20:00 | Russland – Schottland  | 7:6      |

|  | Halbfinale     | Halbfinale | Halbfinale |   |         | Finale           | Finale           | Finale           |
|  |                |            |            |   |         |                  |                  |                  |
|  | 10. Dez. 12:00 |            |            |   |         |                  |                  |                  |
|  | 1              | Schweden   | 5          |   |         |                  |                  |                  |
|  | 1              | Norwegen   | 3          |   |         | 11. Dez. 09:00   | 11. Dez. 09:00   | 11. Dez. 09:00   |
|  |                |            |            | 1 | Schweiz | 4                |                  |                  |
|  |                |            |            |   | 1       | Schweden         | 9                |                  |
|  | 1              | Schweiz    | 6          |   |         |                  |                  |                  |
|  | 4              | Russland   | 4          |   |         | Spiel um Platz 3 | Spiel um Platz 3 | Spiel um Platz 3 |
|  |                |            |            |   |         | 4                | Russland         | 7                |
|  | 1              | Norwegen   | 10         |   |         |                  |                  |                  |
|  |                |            |            |   |         | 11. Dez. 09:00   |                  |                  |

| Platz | Land        |
| ----- | ----------- |
| 1     | Schweden    |
| 2     | Schweiz     |
| 3     | Norwegen    |
| 4     | Russland    |
| 5     | Schottland  |
| 6     | Italien     |
| 7     | Finnland    |
| 8     | Dänemark    |
| 9     | Deutschland |
| 10    | Tschechien  |